# Тарасов, Иван Трофимович
Иван Трофимович Тарасов (1849—1929) — российский правовед, заслуженный профессор и декан юридического факультета Московского университета.

## Биография
Родился в 1849 году в дворянской семье в Санкт-Петербургской губернии. Окончил юридический факультет в Императорском университете св. Владимира. В 1875 защитил магистерскую диссертацию «Личное задержание как полицейская мера безопасности». Два года с целью обучения находился в заграничной командировке (Австро-Венгрия, Германия, Франция, Швейцария).
По возвращении (1877) недолгое время читал лекции в Императорском университете св. Владимира. С 1878 года профессор в ярославском Демидовском юридическом лицее, в разное время читал лекции по финансовому, административному, торговому и государственному праву. 
Защитил в Московском университете докторскую диссертацию (1880) «Учение об акционерных компаниях». В 1880 утверждён в должности ординарного профессора кафедры административного права Московского университета; в 1885—1886 читал также курс торгового права. В 1889 назначен на должность ординарного профессора кафедры полицейского права в Московском университете. Руководил университетским отделением Катковского лицея. Заслуженный профессор Московского университета (1903). С апреля по декабрь 1917 декан юридического факультета Московского университета. В начале 1919 уволен из Московского университета (кандидатура Тарасова, как профессора была отклонена Наркомпросом).
В Бердичевском уезде Киевской губернии Тарасов учредил народное училище, ссудосберегательное товарищество, общественную лавку и народную чайную; принимал большое участие в учреждении Рубежевской колонии для малолетних преступников (близ Киева).
О его жизни после революции известно очень мало. Скончался в 1929 году.

## Труды
Отдельными изданиями вышло:
- Личное задержание как полицейская мера безопасности. Ч. 1—2. — Киев, 1875—86. (магистерская диссертация)
- Основные положения Лоренца Штейна по полицейскому праву в связи с его учением об управлении, изложенные приготовляющимся к профессорскому званию по Кафедре полицейского права стипендиатом Университета св. Владимира И. Тарасовым. — Киев: Унив. тип., 1874. — [235] с.
- Два года на Западе с учёной целью. — Киев, 1879.
- Полицейский арест. — СПб., 1879.
- Учение об акционерных компаниях. Вып. 1—2. Изд 2-е, испр. — Ярославль, 1879—80.
- История и финансы. — М., 1880.
- Лекции по науке финансового права. Т. 1—3. — Ярославль, 1880.
- Кредит и бумажные деньги. — Ярославль, 1881.
- О значении веры и знания в жизни. — Ярославль, 1881.
- Фёдор Михайлович Достоевский. — Харьков, 1884.
- Об образовании женщин. — Ярославль, 1885.
- Полиция в эпоху реформ. — М., 1885.
- Интенсивное хозяйство и сельскохозяйственная политика. — СПб., 1886.
- Об уважении к женщине. Изд. 3-е. — Ярославль, 1887.
- Публичные лекции и речи за девять лет (1878—87). — Ярославль, 1887.
- Краткий очерк науки административного права. Т. 1—2. — Ярославль, 1888.
- О социализме. — Ярославль, 1888.
- Очерк науки финансового права. — Ярославль, 1889.
- Очерк политической экономии. — М., 1889.
- Учебник науки полицейского права. Вып. 1—4. — М., 1891—96.
- Очерк науки полицейского права. — М., 1897.
- Образ женщины и женский труд. — М.. 1903.
- Лекции по полицейскому (административному) праву. Т. 1—2. — М., 1908—15.
- Народная школа во Франции. — М., 1908.
- Самодержавие и абсолютизм. — М., 1917.

Кроме того, Тарасов поместил ряд статей в «Санкт-Петербургских ведомостях» (времён Корша), «Голосе», «Порядке», «Руси» (Аксакова), «Земстве», «Временнике Демидовского юридического лицея», «Юридической библиографии». В «Московских ведомостях» Тарасов напечатал в 1880-х годах ряд статей, направленных против финансовой политики Абазы и Бунге.